# Jamie-Lynn Sigler
Jamie-Lynn Sigler (Nova York, 15 de maio de 1981) é uma atriz e cantora americana, célebre por sua interpretação de Meadow Soprano, na série de televisão Os Sopranos, da HBO.

## Biografia
Sigler nasceu no bairro do Queens, em Nova York, filha de Steve e Connie Sigler. Seu pai é judeu, filho de imigrantes da Grécia e Romênia, e sua mãe é uma cubana convertida ao judaísmo. Cresceu em Long Island, em Jericho, e começou a atuar e cantar aos sete anos de idade. Frequentou a escola secundária local. Sigler também frequentou a Cultural Arts Playhouse, onde interpretou diversos papéis principais.

## Carreira

### Filmografia
- A Brooklyn State of Mind (1997)... Jovem Angie
- The Sopranos (1999–2007)... Meadow Soprano
- Campfire Stories (2001)... Natalie
- Death of a Dynasty (2003)... Mulher sexy n.º 3
- Call Me: The Rise and Fall of Heidi Fleiss (2004)... Heidi Fleiss
- Extreme Dating (2004)... Amy Baker
- Will & Grace (2004) ... Ro
- Love Wrecked (2005) ... Alexis Manetti
- Dark Ride (2006) ... Cathy
- Blinders (2006) ... Alexa
- Homie Spumoni (2006) ... Alli Butterman
- Higglytown Heroes (2005–2007) ... Srta. Fern
- The Gathering (2007) (minissérie) ... Maggy Rule
- New York City Serenade (2007) ... Lynn
- Jizz in My Pants (2008) ... Garota no balcão
- How I Met Your Mother (2008) ... Jillian
- Entourage (2008–2009) ... Herself
- Son of Mourning (2009) ... Jamie
- Ugly Betty (2009) ... Natalie (5 episódios)
- Underbelly (2010) … Adrienne
- Drop Dead Diva (2011) … (1 episódio)
- Guys with Kids(2012)....season(Emily)
- Jonah & The Whale (2013) … Erin

### Discografia
- Here to Heaven (2001)